# スパイロメーター

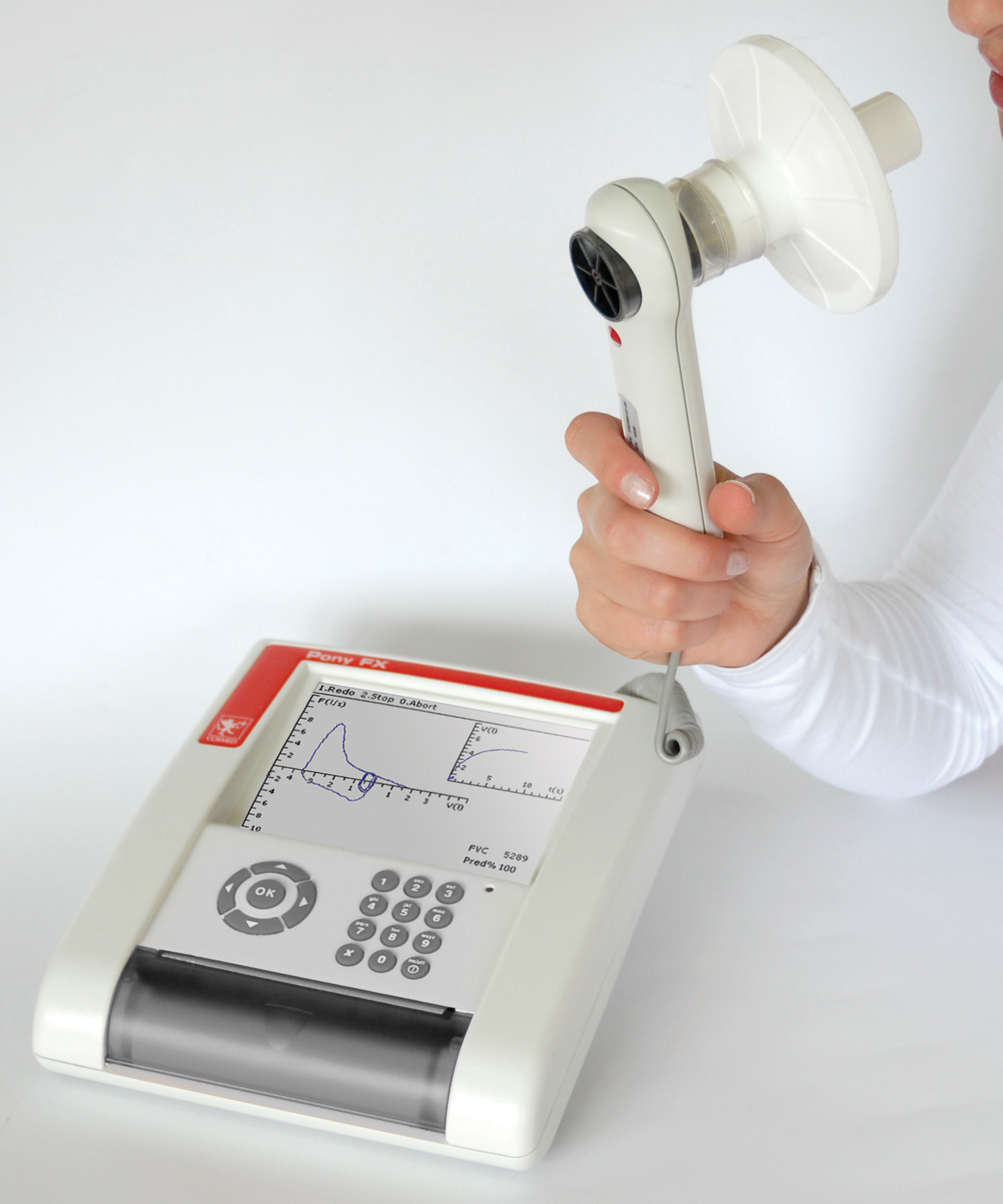
スパイロメーター

スパイロメーター（英: spirometer）とは、被験者の呼吸機能を検査するための医療機器である。気管支喘息や肺気腫など、肺の呼吸機能を損ねる疾病の検査に用いる。
スパイロメーターは流量計・マイクロコンピュータ・プリンター・液晶ディスプレイなどを搭載した本体と、マウスピース、チューブから構成される。被検者はまず息を深く吸い込んで、そのあとできる限り強く息をチューブに吐き出す。吸気や呼気の容積、呼吸に要した時間は流量計からの出力信号を変換したのちマイクロコンピュータに入力され、演算される。
熱線式の流量計では、マウスピースとチューブでつながる本体に搭載された流量計に、一定の温度に熱せられた白金線があり、被験者が呼吸したときの気流で冷やされて抵抗値が変化し、それにつれて電流も変化するので、出力電流の変化量を変換したのちマイクロコンピュータによって呼気と吸気の流量が演算される。流量を時間積分すれば容積が判るので、残気など肺機能の低下を詳しく調べることができる。
スパイロメーターを用いた測定結果の図をスパイログラム（英: spirogram） 、測定方法をスパイロメトリー（英: spirometry）と呼ぶ。